# T. Rex (formație)
T. Rex (inițial denumită Tyrannosaurus Rex, câteodată scris T Rex sau T-Rex) a fost o formație glam rock din Anglia, condusă de Marc Bolan. S-a format în anii 1960 la Londra și a avut succes în anii 1970.

## Tyrannosaurus Rex
A fost un duo, chitară acustică și percuție, care cânta folk cu influențe rock and roll.
După un turneu în Statele Unite ale Americii în 1969, Bolan l-a înlocuit pe percuționist (Steve Peregrin Took) cu Mickey Finn, care a rămas în formație până în decembrie 1974.

## T. Rex
A fost al cincelea album al lor- primele 4, scoase sub numele “Tyrannosaurus Rex”, nu au urcat mai sus de locul 12 în topurile de albume din Marea Britanie.  Acest album a fost primul album al lor înregistrat cu chitare electrice. Primul single, "Ride a White Swan", a ajuns până pe locul 2  în topuri în 1970. Al doilea single, "Hot Love", a stat 6 săptămâni pe locul 1 în Marea Britanie. Pentru înregistrare fuseseră cooptați Steve Currie la bas și Bill Legend la baterie.
Al doilea album sub numele T. Rex, Electric Warrior, a fost scos în septembrie 1971. Pe Electric Warrior este inclus "Get It On," care a atins locul 1 în topurile din Marea Britanie, la fel ca și albumul.
Al treilea album sub numele T. Rex, The Slider a ieșit în iulie 1972. Două single-uri de pe The Slider (Telegram Sam și Metal Guru) au ajuns pe locul 1 în Marea Britanie.

## Destrămare grupului și moartea lui Marc Bolan
Albumul Tanx a fost ultimul album cu componența T. Rex clasică. Bill Legend a părăsit formația in noiembrie 1973.
Bolan s-a despărțit de producătorul Tony Visconti la începutul anului 1974, după ce albumul Zinc Alloy and the Hidden Riders of Tomorrow nu a avut succes.
Mickey Finn a părăsit formația în decembrie 1974.
Pe data de 16 septembrie 1977 Bolan a murit într-un accident de circulație, când mașina lui –un Mini 1275GT-, condus de prietena sa Gloria Jones, a lovit un copac la 5 dimineața la Barnes Bridge, Londra. A murit cu două săptâmâni înainte de împlinirea vârstei de 30 de ani.

## Discografie

### Albume de studio

#### Ca și Tyrannosaurus Rex
- My People were Fair and had Sky in Their Hair...but Now They're Content to Wear Stars on Their Brows (5 iulie 1968)
- Prophets, Seers & Sages - The Angels of The Ages (14 octombrie 1968)
- Unicorn (16 mai 1969)
- A Beard of Stars (13 martie 1970)

#### Ca și T. Rex
- T. Rex (18 decembrie 1970)
- Electric Warrior (24 septembrie 1971)
- The Slider (21 iulie 1972)
- Tanx (16 martie 1973)
- Zinc Alloy and The Hidden Riders of Tomorrow (1 februarie 1974)
- Bolan's Zip Gun (16 februarie 1975)
- Futuristic Dragon (30 ianuarie 1976)
- Dandy in The Underworld ( Martie 1977)

### Compilații
- The Best of T. Rex (1971)
- Bolan Boogie (Aprilie 1972)
- Great Hits ( 1973)
- Light of Love (1974 )
- The Very Best of T. Rex (2006)